# Elisabetta di Borbone-Francia (martire)
Elisabetta di Borbone-Francia, nota anche come Elisabetta di Francia o Madame Élisabeth (Élisabeth Philippe Marie Hélène de France; Versailles, 3 maggio 1764 – Parigi, 10 maggio 1794), è stata una nobildonna francese, principessa di Francia nonché la minore delle sorelle del re Luigi XVI.
Viveva a corte, esercitando una profonda influenza su suo fratello. Durante la rivoluzione francese, rimase accanto al sovrano e alla sua famiglia e fu giustiziata in Place de la Révolution a Parigi in pieno Regime del Terrore. 
Come il fratello l'anno prima, fu dichiarata martire dalla Chiesa cattolica nel 1794, serva di Dio nel 1953 e dal 1924 fu in corso una causa di beatificazione, riaperta nel 2017.

## Biografia

### Infanzia

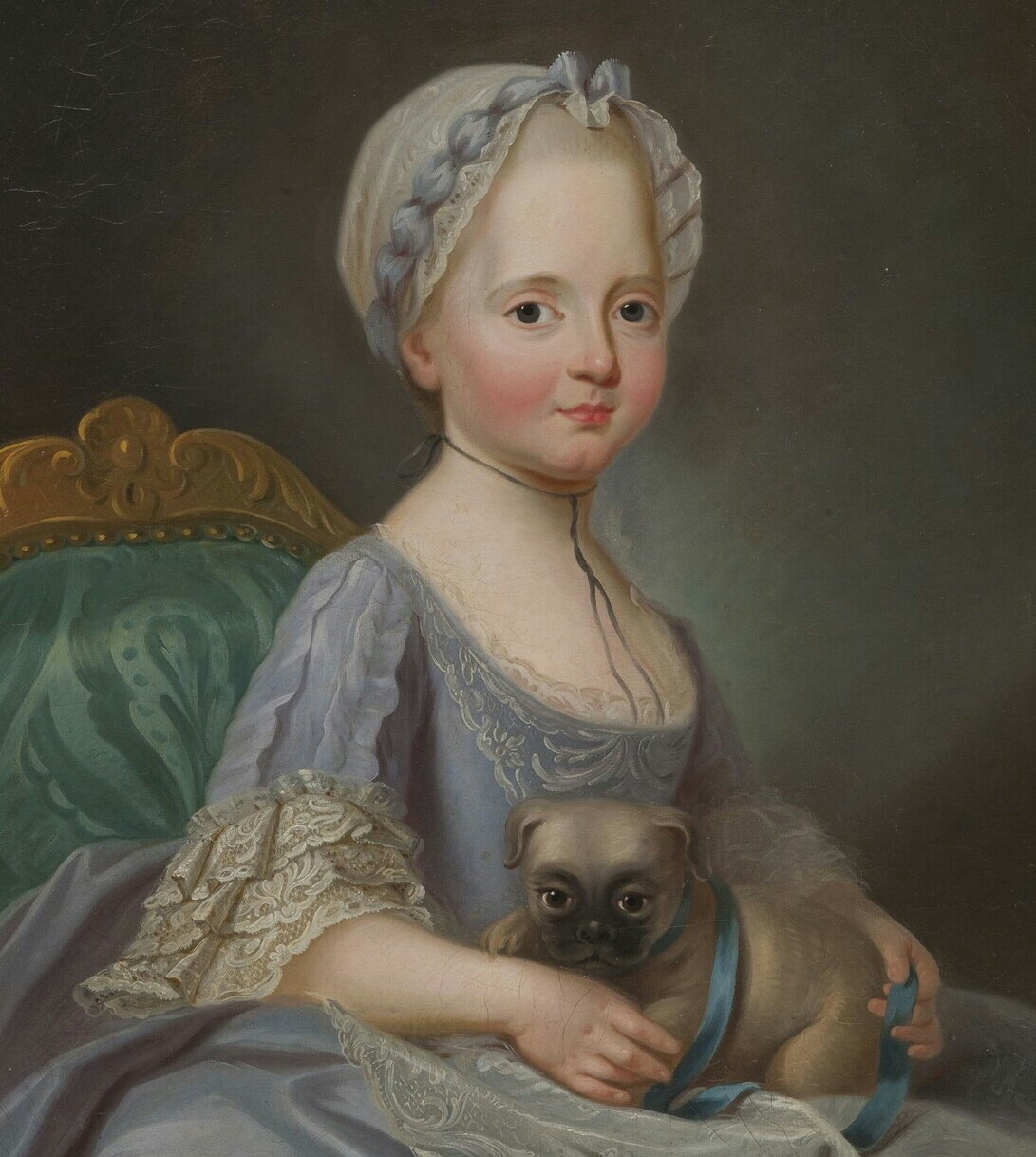
Elisabetta da bambina, ritratta da Joseph Ducreux, 1768.

Elisabetta nacque il 3 maggio 1764 nel palazzo di Versailles, in Francia, come la più giovane dei figli di Luigi Ferdinando, delfino di Francia, e della sua seconda moglie, Maria Giuseppina di Sassonia. I suoi nonni paterni erano il re Luigi XV di Francia e la sua consorte, la regina Maria Leszczyńska. Come nipote del re, era una Petite-Fille de France. I suoi nonni materni erano Augusto III di Polonia,  anche Elettore di Sassonia, e sua moglie, l'arciduchessa Maria Giuseppa, figlia del Sacro Romano Imperatore Giuseppe I.
Alla morte improvvisa di suo padre nel 1765, il maggiore dei fratelli sopravvissuti di Elisabetta, Luigi Augusto (che sarà poi Luigi XVI di Francia), diventò il nuovo delfino, l'erede apparente al trono francese. La loro madre Maria Giuseppina, che non si riprese mai dalla perdita di suo marito, morì nel marzo 1767 di tubercolosi. Questa situazione lasciò Elisabetta orfana all'età di appena due anni, insieme ai suoi altri fratelli e sorelle: Luigi Augusto, Luigi Stanislao, conte di Provenza, Carlo Filippo, conte d'Artois e Clotilde ("Madame Clotilde").
Elisabetta e sua sorella Clotilde furono quindi allevate da Marie Louise de Rohan, comtesse de Marsan e Governante dei figli di Francia e sorella del principe di Soubise. Le fu impartita una buona educazione. Imparò l'italiano sotto la guida di Carlo Goldoni. Aveva una passione per l'arte, alcuni dei suoi disegni sono conservati nel museo dello Château de Versailles. Era anche molto interessata all'algebra.
Elisabetta era profondamente religiosa. Fu devota a Luigi e rifiutò di sposarsi in modo da poter rimanere in Francia: nel 1777 le era stato proposto un matrimonio con Giuseppe II d'Asburgo-Lorena, ma preferì declinare, con il consenso del fratello.

### Una principessa durante la rivoluzione
Elisabetta e suo fratello Carlo Filippo, conte d'Artois, erano i più accaniti conservatori della famiglia reale, quindi dell'assolutismo monarchico. Diversamente da Carlo che, su ordine del re, lasciò la Francia il 17 luglio 1789, tre giorni dopo la presa della Bastiglia, Elisabetta rifiutò di fuggire quando la gravità degli eventi stabilita dalla rivoluzione francese diventò chiara. Dopo la marcia delle donne su Versailles il 5 ottobre 1789 e il trasferimento della famiglia reale al palazzo delle Tuileries a Parigi, rimase con il re e la sua famiglia, piuttosto che con le sue zie, mesdames Adélaïde e Victoire, al castello di Bellevue a Meudon, nei pressi di Parigi. Prese successivamente parte alla fallimentare fuga a Varennes, con cui il sovrano aveva tentato di lasciare la Francia nel giugno 1791.
Madame Élisabeth era presente alla riunione dell'Assemblea legislativa quando Luigi venne sospeso. Venne imprigionata nel Tempio con la famiglia reale. Con l'esecuzione del re, il 21 gennaio 1793, e la rimozione di suo nipote, il giovane delfino, il 3 luglio, Elisabetta rimase sola con la regina Maria Antonietta e sua nipote Maria Teresa Carlotta nella torre. La regina venne portata alla Conciergerie il 2 agosto 1793 e l'esecuzione avvenne il 16 ottobre. L'ultima lettera di Maria Antonietta, scritta nelle prime ore del giorno dell'esecuzione, era indirizzata alla cognata Elisabetta, la sua migliore alleata, ma lei non la ricevette mai. Le due principesse vennero tenute all'oscuro della morte della regina ed Elisabetta ebbe la notizia della morte di sua cognata al momento della sua esecuzione.

### Morte

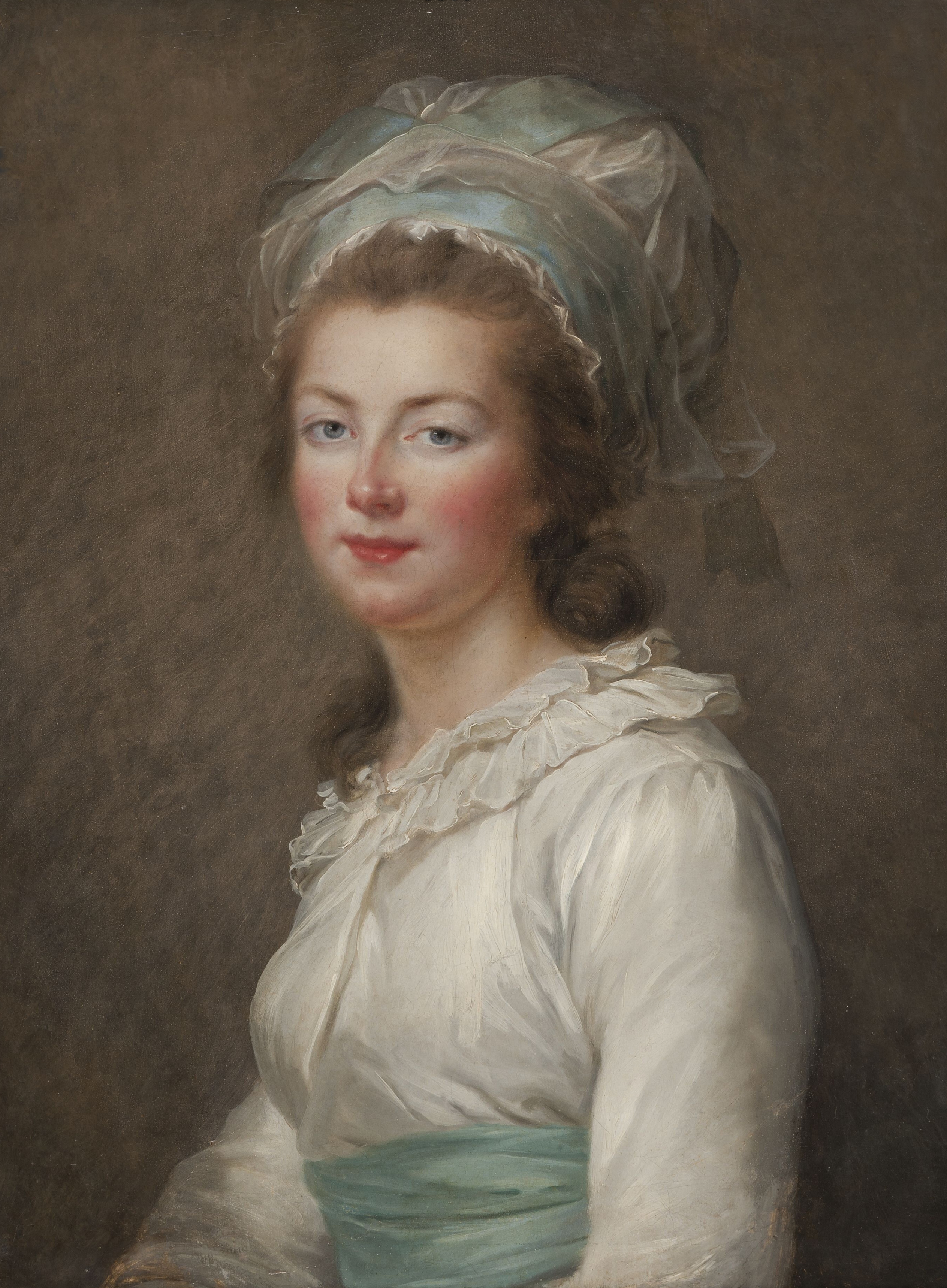
Vigée Le Brun: Madame Élisabeth

Inizialmente Robespierre aveva deciso che Madame Elisabeth sarebbe stata esiliata, ma i rivoluzionari più radicali di lui (in particolare Bertrand Barère) premevano per il processo.
Il 9 maggio 1794, Elisabetta venne anche lei trasferita alla Conciergerie e condotta davanti al Tribunale rivoluzionario. Era accusata di aver favorito la fuga del re, di finanziare gli émigré con soldi, di incoraggiare la resistenza nelle truppe reali durante la giornata del 10 agosto 1792, nonché di aver avuto rapporti incestuosi con suo nipote, il delfino. Venne condannata a morte e ghigliottinata il giorno seguente.

### Causa di beatificazione
La sua causa di beatificazione fu aperta nel 1924, ma non si è ancora realizzata. Diverse sue biografie sono state pubblicate su di lei in francese, mentre un vasto approfondimento della sua vita viene fatto nella biografia scritta da Antonia Fraser su Maria Antonietta e in quella di Deborah Cadbury su Luigi XVII.
Su un foglio volante, pubblicato a Roma in data incerta, forse nel 1793, fu stampata la Preghiera quotidiana di Madama Elisabetta sorella di Luigi XVI detenuta nelle prigioni della Conciergeria.

## Nella cultura di massa
- Madama Elisabetta è stata interpretata da Anne Létourneau nella miniserie televisiva La rivoluzione francese (1989), da Chloé Van Barthold nel film Marie Antoinette (2006) e da Aurore Broutin nel film Le Déluge - Gli ultimi giorni di Maria Antonietta (2024).

## Ascendenza
|                               |                       |                                          | Genitori                                  |  |  | Nonni |  |  | Bisnonni                |  |  | Trisnonni              |  |
|                               |                       |                                          |                                           |  |  |       |  |  | Luigi, duca di Borgogna |  |  | Luigi, il Gran Delfino |  |
|                               |                       |                                          |                                           |  |  |       |  |  | Luigi, duca di Borgogna |  |  | Luigi, il Gran Delfino |  |
|                               |                       | Duchessa Maria Anna Vittoria di Baviera  |                                           |  |  |       |  |  | Luigi, duca di Borgogna |  |  |                        |  |
| Luigi XV di Francia           |                       |                                          |                                           |  |  |       |  |  | Luigi, duca di Borgogna |  |  |                        |  |
|                               |                       | Maria Adelaide di Savoia                 | Vittorio Amedeo II di Savoia              |  |  |       |  |  |                         |  |  |                        |  |
|                               |                       | Maria Adelaide di Savoia                 | Vittorio Amedeo II di Savoia              |  |  |       |  |  |                         |  |  |                        |  |
|                               |                       | Maria Adelaide di Savoia                 | Anna Maria d'Orléans                      |  |  |       |  |  |                         |  |  |                        |  |
| Luigi di Borbone-Francia      |                       | Maria Adelaide di Savoia                 |                                           |  |  |       |  |  |                         |  |  |                        |  |
|                               |                       | Stanisalo I di Polonia                   | Conte Rafal Leszczynski                   |  |  |       |  |  |                         |  |  |                        |  |
|                               |                       | Stanisalo I di Polonia                   | Conte Rafal Leszczynski                   |  |  |       |  |  |                         |  |  |                        |  |
|                               |                       | Stanisalo I di Polonia                   | Principessa Anna Jablonowska              |  |  |       |  |  |                         |  |  |                        |  |
| Maria Leszczyńska             |                       | Stanisalo I di Polonia                   |                                           |  |  |       |  |  |                         |  |  |                        |  |
|                               |                       | Caterina Opalińska                       | Conte Jan Karol Opalinski                 |  |  |       |  |  |                         |  |  |                        |  |
|                               |                       | Caterina Opalińska                       | Conte Jan Karol Opalinski                 |  |  |       |  |  |                         |  |  |                        |  |
|                               |                       | Caterina Opalińska                       | Contessa Zofia Czarnkowska                |  |  |       |  |  |                         |  |  |                        |  |
| Elisabetta di Borbone-Francia |                       | Caterina Opalińska                       |                                           |  |  |       |  |  |                         |  |  |                        |  |
|                               | Augusto II di Polonia | Giovanni Giorgio III di Sassonia         |                                           |  |  |       |  |  |                         |  |  |                        |  |
|                               | Augusto II di Polonia | Giovanni Giorgio III di Sassonia         |                                           |  |  |       |  |  |                         |  |  |                        |  |
|                               | Augusto II di Polonia | Anna Sofia di Danimarca                  |                                           |  |  |       |  |  |                         |  |  |                        |  |
| Augusto III di Polonia        | Augusto II di Polonia |                                          |                                           |  |  |       |  |  |                         |  |  |                        |  |
|                               |                       | Cristiana di Brandeburgo-Bayreuth        | Cristiano Ernesto di Brandeburgo-Bayreuth |  |  |       |  |  |                         |  |  |                        |  |
|                               |                       | Cristiana di Brandeburgo-Bayreuth        | Cristiano Ernesto di Brandeburgo-Bayreuth |  |  |       |  |  |                         |  |  |                        |  |
|                               |                       | Cristiana di Brandeburgo-Bayreuth        | Sofia Luisa di Württemberg                |  |  |       |  |  |                         |  |  |                        |  |
| Maria Giuseppina di Sassonia  |                       | Cristiana di Brandeburgo-Bayreuth        |                                           |  |  |       |  |  |                         |  |  |                        |  |
|                               |                       | Giuseppe I d'Asburgo                     | Leopoldo I d'Asburgo                      |  |  |       |  |  |                         |  |  |                        |  |
|                               |                       | Giuseppe I d'Asburgo                     | Leopoldo I d'Asburgo                      |  |  |       |  |  |                         |  |  |                        |  |
|                               |                       | Giuseppe I d'Asburgo                     | Eleonora del Palatinato-Neuburg           |  |  |       |  |  |                         |  |  |                        |  |
| Maria Giuseppa d'Austria      |                       | Giuseppe I d'Asburgo                     |                                           |  |  |       |  |  |                         |  |  |                        |  |
|                               |                       | Guglielmina Amalia di Brunswick-Lüneburg | Giovanni Federico di Brunswick-Lüneburg   |  |  |       |  |  |                         |  |  |                        |  |
|                               |                       | Guglielmina Amalia di Brunswick-Lüneburg | Giovanni Federico di Brunswick-Lüneburg   |  |  |       |  |  |                         |  |  |                        |  |
|                               |                       | Guglielmina Amalia di Brunswick-Lüneburg | Benedetta Enrichetta del Palatinato       |  |  |       |  |  |                         |  |  |                        |  |
|                               |                       | Guglielmina Amalia di Brunswick-Lüneburg |                                           |  |  |       |  |  |                         |  |  |                        |  |